# Куба лібре

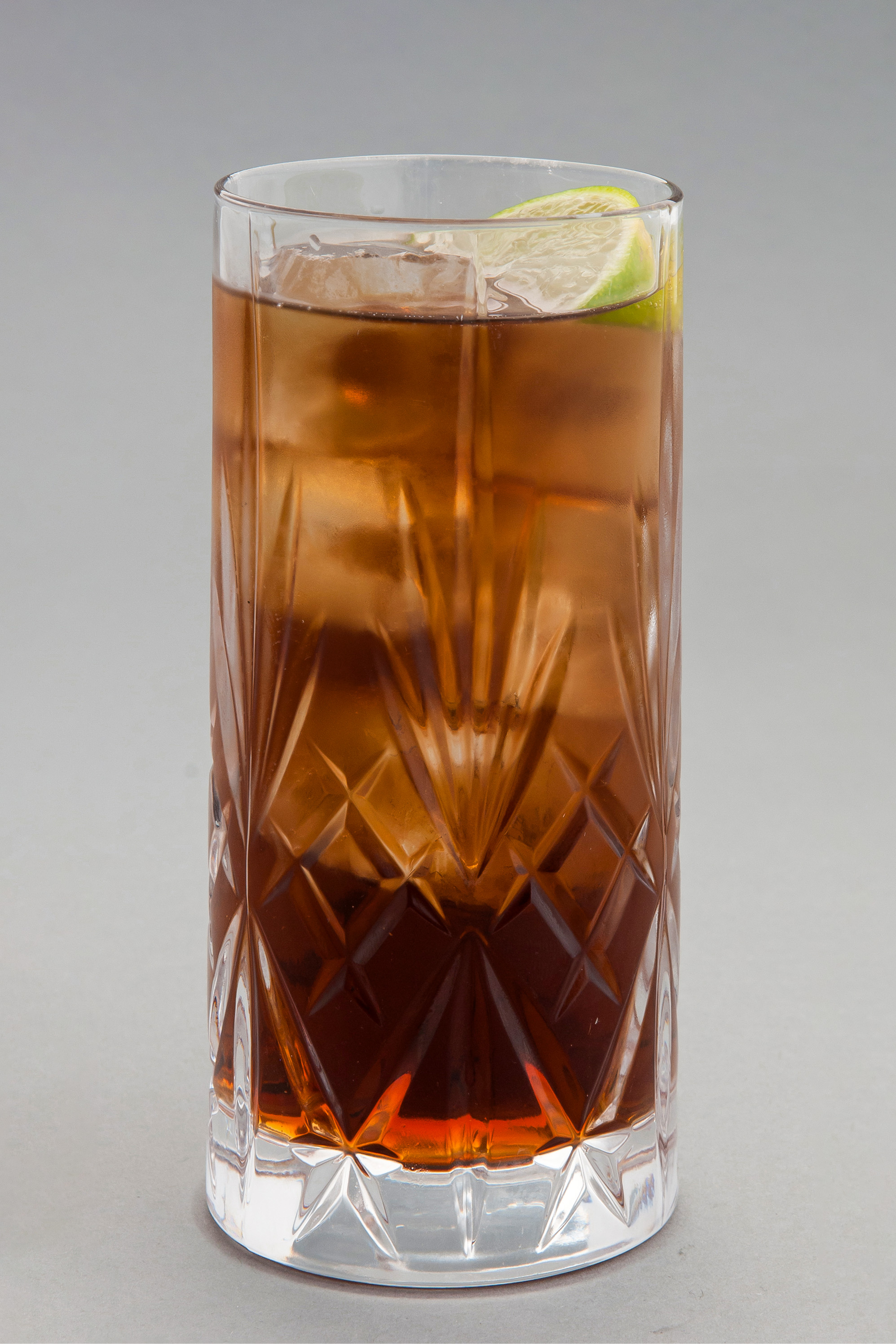
«Куба лібре»

Куба лібре (ісп. Cuba Libre, «вільна Куба») — алкогольний коктейль, складається з рому, лайму, та коли. Класифікується як лонґ дрінк (англ. long drink). Належить до офіційних напоїв Міжнародної асоціації барменів, категорія «Сучасна класика» (англ. Contemporary classics). Подається у склянці типу хайбол. У США, Канаді, Ірландії та Великій Британії коктейль часто називають Rum and Coke, тому що лайм є не обов'язковим інгредієнтом.
Коли вперше був приготовлений цей коктейль достеменно невідомо, проте за одною із версій від Havana Club Куба лібре вперше був змішаний у 1900 році, після того як на Кубі з'явився напій Coca-Cola. Американські солдати змішували колу з ромом і проголошували тост «За вільну Кубу».

## Рецепт
- 1/3 частини світлого рому,
- 2/3 частини «Cola»,
- долька лайма чи лимонний сік (за смаком).
- кубики льоду

Крім класичної рецептури існує ще багато різновидів коктейлю, зокрема:
- Куба лайт (англ. Cuba Light) — замість звичайної Коли використовують Diet Coke;
- Witch Doctor — виготовляється з темного рому та напою Dr Pepper;
- Dr. Jack — замість коли використовують Dr. Pepper, а замість світлого рому — Jack Daniel's;
- Карибська криза (англ. Cuban Missile Crisis) — замість звичайного рому використовують дуже міцний різновид рому, зокрема Bacardi 151 (міцність 75,5 %).